# Václav Vavřinec Reiner
Václav Vavřinec Reiner něm. Wenzel Lorenz Reiner (8. srpna 1689 Praha-Staré Město – 9. října 1743 Praha-Staré Město), patří k nejvýznamnějším českým malířům vrcholného baroka.

## Život a činnost
Václav byl pokřtěn v kostele sv. Havla, kmotrem mu byl kameník Adam Kulich.:148 Jako vnuk stavitele a syn sochaře Jana Reinera měl Václav ideální předpoklady pro úspěšnou uměleckou kariéru. Kromě krajin, bitevních obrazů a portrétů vytvářel mimořádné fresky, kterými dotvářel zejména architekturu kostelů Kiliána Ignáce Dientzenhofera. Unikátní freskou vyzdobil také reprezentační sál Dientzenhoferova letohrádku na Smíchově.
Byl ovlivněn tvorbou Michala Václava Halbaxe, Petra Brandla a Jana Kryštofa Lišky. Jeho raná tvorba se vyznačuje tajemným šerosvitem, později se jeho tvorba projasnila a získala na monumentálnosti. Závěrečná fáze jeho díla už předznamenává nastupující rokoko. Reinerovy fresky ovlivnily celou následující generaci českých freskařů (Ignác Raab, Jan Petr Molitor, Jan Lukáš Kracker, Josef Kramolín aj.).
Mezi jeho nejznámější fresky patří mohutná Gigantomachie nad schodištěm Černínského paláce a freska Posledního soudu v kupoli kostela sv. Františka z Assisi na Křížovnickém náměstí v Praze.
Václav Vavřinec Reiner je pohřben v kostele svatého Jiljí na Starém Městě v Praze.

## Dílo
Jeho díla lze nalézt v Praze, Oseku, Duchcově, Dobré Vodě nebo Vratislavi.
Freskové dílo (výběr)
- osecký klášter, kostel Nanebevzetí Panny Marie – z cyklu apoštolských martyrií (1714)
- zámek Duchcov, hlavní sál – Jindřich z Valdštejna přivádějící Přemyslu Otakarovi II. 24 synů, portréty Valdštejnů (1714)
- Bílá Hora, kostel Panny Marie Vítězné – Císařské vojsko před bitvou, Dominik a Jesu (1718)
- Praha, Černínský palác – GigantomachieGigantomachie (1718)
- osecký klášter, kostel Nanebevzetí Panny Marie – cyklus Te Deum (1719)
- Praha, Vrtbovská zahrada, sala terrena – Alegorie umění (1721)
- Praha, kostel sv. Františka z Assisi – Poslední soud ad. (1722–1723)
- Gaming (Rakousko), kartuziánský klášter – Svazek vědy a Zjevení (1723)
- zámek Jemniště, kaple – Nanebevstoupení Krista s Pannou Marií a apoštoly (1725)
- Praha, Hradčany, kostel sv. Jana Nepomuckého – Legenda a glorifikace sv. Jana Nepomuckého (1727–1729)
- Duchcov, pův. ve zdejším špitále zbořeném 1959 – Nejsvětější Trojice s Assumptou a anděly (1728)
- Praha, kostel sv. Tomáše – cyklus sv. Augustina (1728)
- Praha, zbraslavský klášter – Svěcení základního kamene kláštera (1728)
- Praha, Dientzenhoferova vila – Bakchanálie (1729)
- Roudnice, kaple sv. Viléma – Svatá Trojice s anděly (1729)
- Dobrá Voda, kostel Panny Marie – Oslava srdce Bolestné Panny Marie (1735)
- Praha, kostel svatého Jiljí (1735)
- Praha, Loreta – Obětování v chrámu (1736)
- Praha, Zbraslav, prelatura – výjevy s opatem Konrádem a Václavem II. a Konrád žádající Jindřicha VII. o sňatek Jana Lucemburského s Eliškou Přemyslovnou (asi 1739)
- Praha, kostel sv. Kateřiny – Legenda a glorifikace sv. Kateřiny (1741)

## Galerie

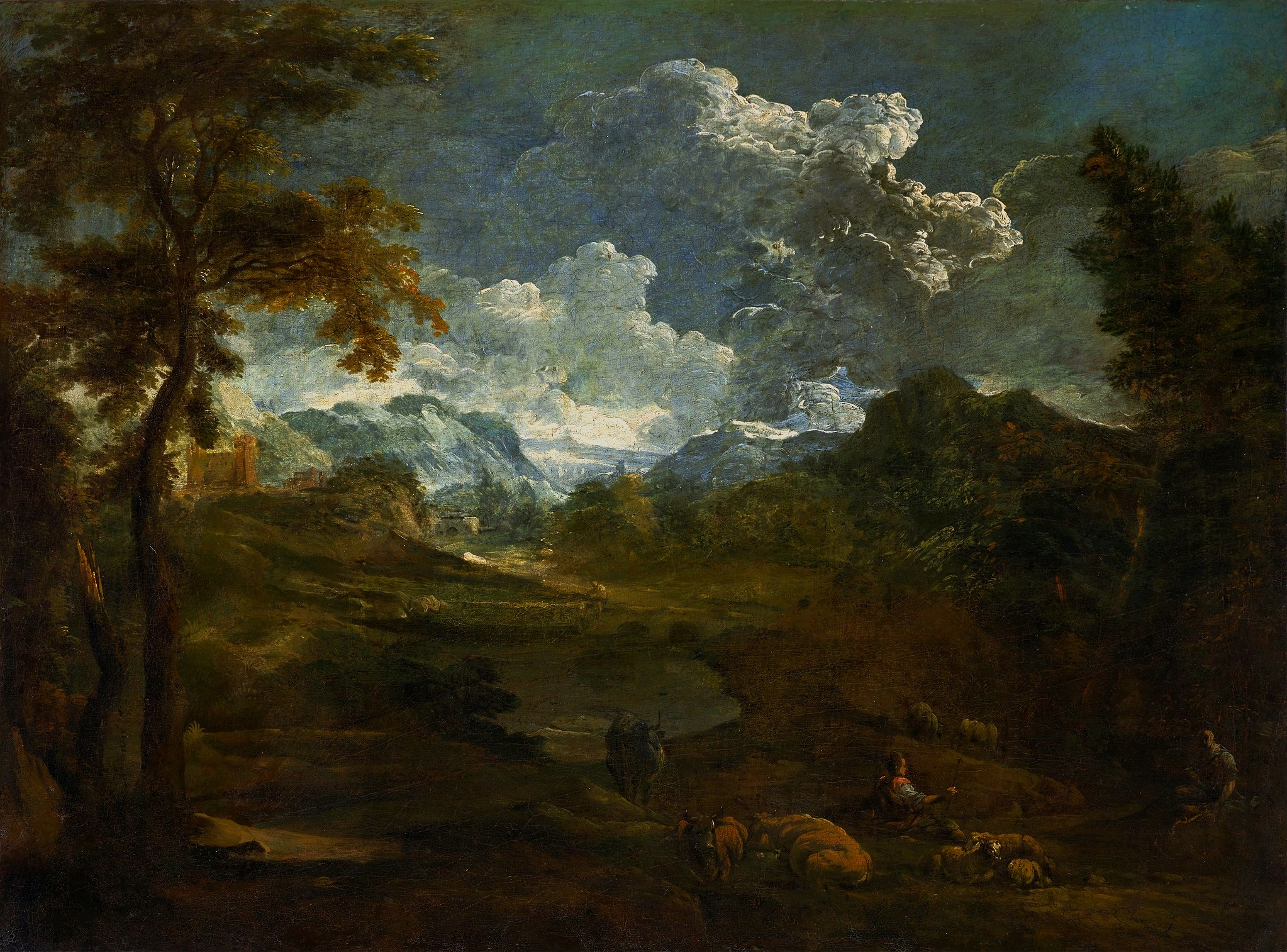
Václav Vavřinec Reiner – Krajina s dobytkem
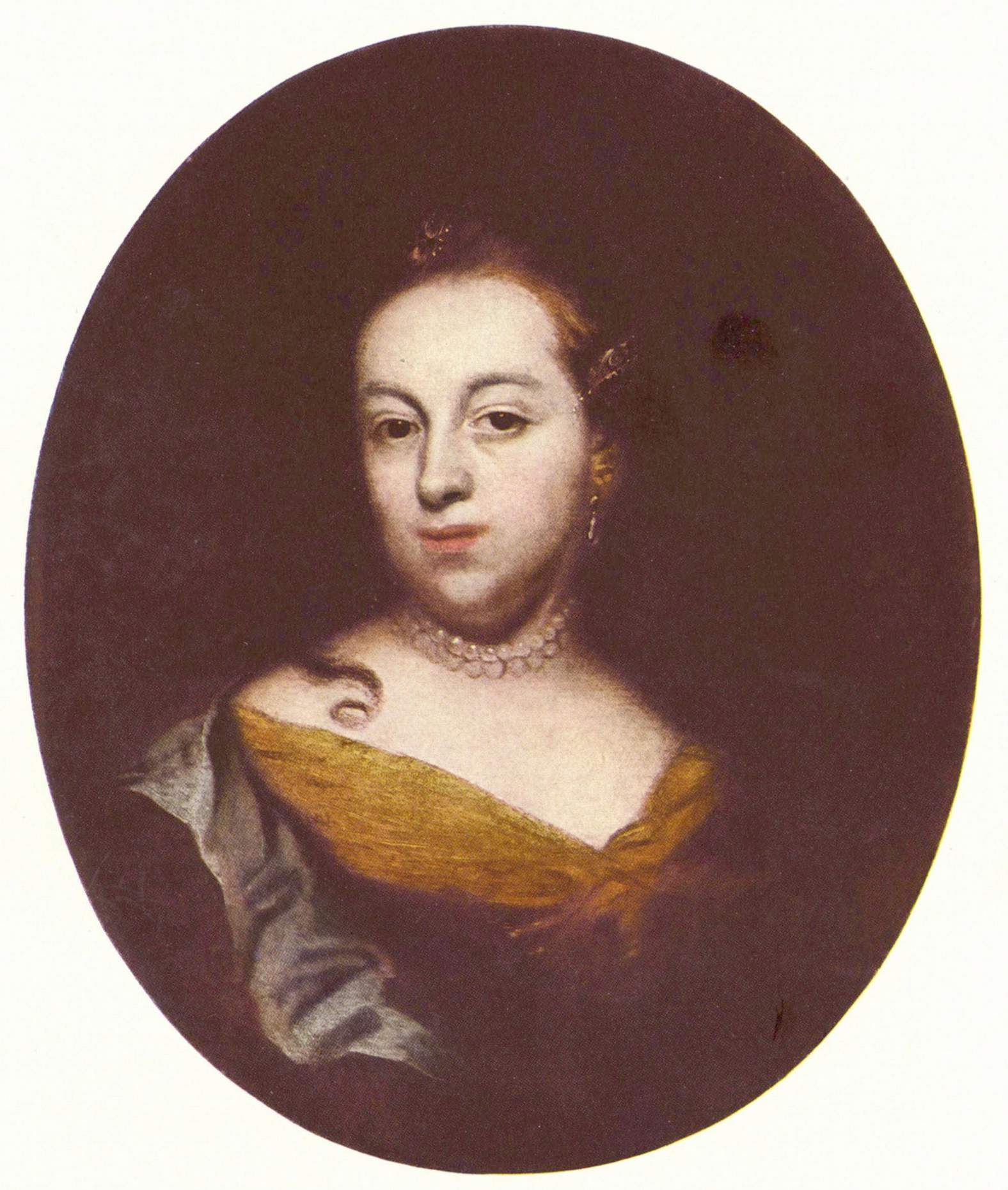
Václav Vavřinec Reiner – Portrét Anny Veroniky Hertzog von Hertzog (cca 1730–1740)
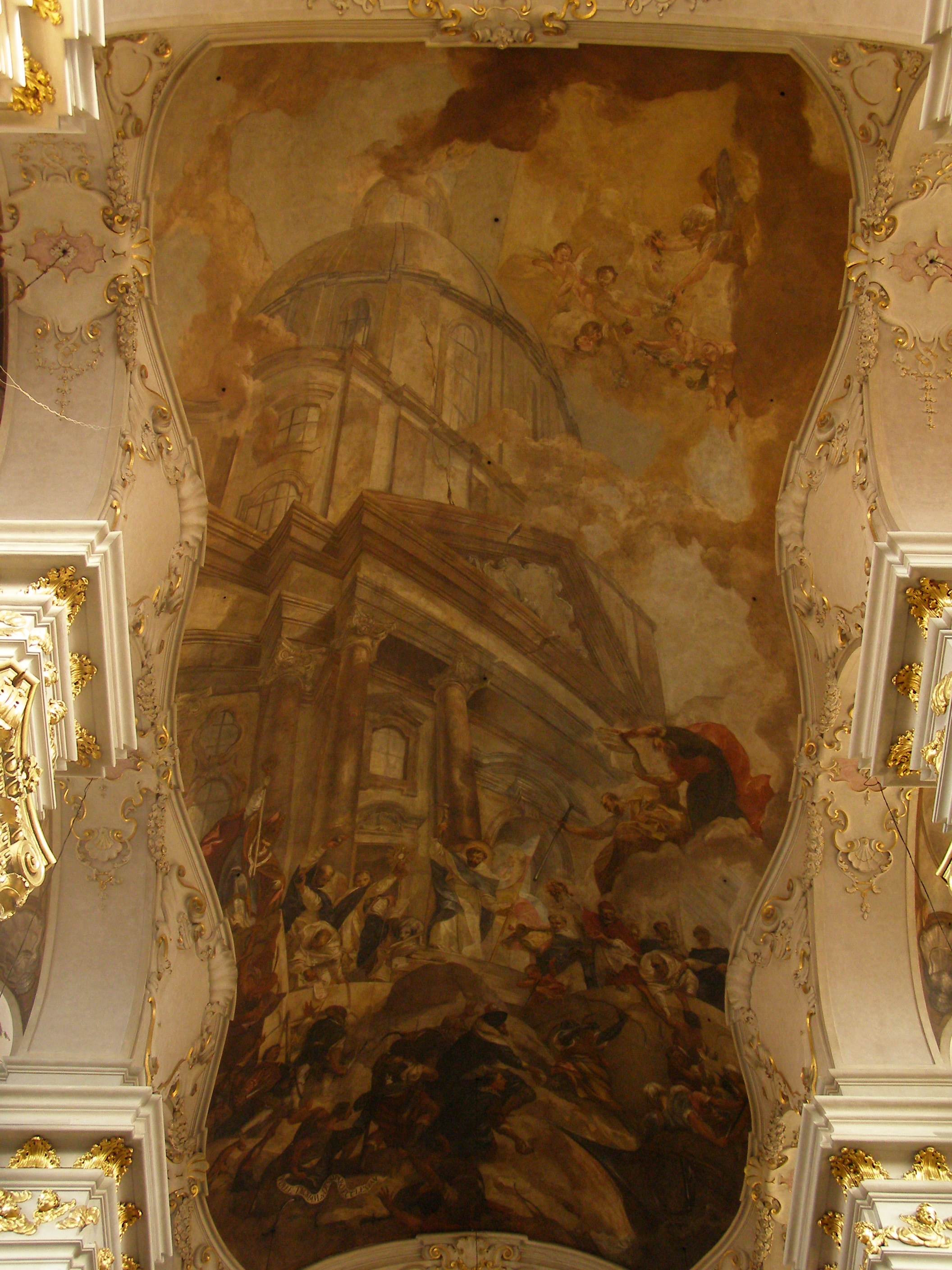
Václav Vavřinec Reiner – freska s apoteózou dominikánského řádu v kostele sv. Jiljí v Praze na Starém Městě (1734–1735)